# The New Classic
The New Classic là album phòng thu đầu tay của rapper người Úc Iggy Azalea. Album được phát hành ngày 21 tháng 4 năm 2014, bởi hãng đĩa Def Jam tại Hoa Kỳ, Virgin EMI tại Anh và các hãng đĩa khác ở các nước khác. Với thể loại hip hop, The New Classic còn có một số loại nhạc khác như EDM, dance-pop hay trap trong quá trình sản xuất album.
Album mở đầu ở top 5 tại rất nhiều quốc gia trên thế giới và đã phát hành 5 đĩa đơn. Đĩa đơn đầu tiên "Work" đứng thứ 17 tại Anh, đồng thời có mặt trên BXH tại Australia và Hoa Kỳ. Đĩa đơn thứ hai, "Bounce", có thành công hơn tại Anh, khi đứng tới vị trí số 13. Đĩa đơn thứ 3 "Change Your Life", đạt tới vị trí thứ 10 tại Anh, và lọt Top 50 tại Úc, New Zealand và Hoa Kỳ. Đĩa đơn thứ 4, "Fancy" hợp tác với nghệ sĩ người Anh Charli XCX là một đĩa đơn hit toàn cầu, khi lọt vào top 5 tại Australia và Anh, và đứng đầu các BXH tại New Zealand, Billboard Hot 100 của Hoa Kỳ và Canadian Hot 100. Đĩa đơn thứ 5 từ album, "Black Widow" hợp tác với ca sĩ Anh Rita Ora, đạt tới vị trí số 4 trên UK Singles Chart, và số 3 tại Billboard Hot 100.
Album đã thắng giải Breakthrough Artist Release tại 2014 ARIA Music Awards và Favorite Rap/Hip-Hop Album tại 2014 American Music Awards, vượt trên cả Drake với Nothing Was the Same và Eminem với The Marshall Mathers LP 2. Album cũng giúp Azalea có 4 đề cử giải Grammy cho Best New Artist, Record of the Year và Best Pop Duo/Group Performance cho "Fancy" và Best Rap Album tại Giải Grammy lần thứ 57. The New Classic đã phat hành một bản phát hành lại mang tên Reclassified vào tháng 11 năm 2014.

## Danh sách bài hát
| Standard edition | Standard edition                     | Standard edition                                                                        | Standard edition             | Standard edition |
| STT              | Nhan đề                              | Sáng tác                                                                                | Sản xuất                     | Thời lượng       |
| ---------------- | ------------------------------------ | --------------------------------------------------------------------------------------- | ---------------------------- | ---------------- |
| 1.               | "Walk the Line"                      | Amethyst Kelly Kurtis Mckenzie George Astasio Jon Shave Jason Pebworth Jon Turner       | The Invisible Men The Arcade | 3:38             |
| 2.               | "Don't Need Y'all"                   | Kelly Turner Jon Mills Shave Pebworth                                                   | The Invisible Men The Arcade | 3:33             |
| 3.               | "100" (hợp tác với Watch The Duck)   | Kelly Clifford Harris O. White Jesse Rankins Eddie Smith III Johnathan Wells            | Watch The Duck               | 4:09             |
| 4.               | "Change Your Life" (hợp tác với T.I) | Kelly Natalie Sims Raja Kumari Nasri Atweh Adam Messinger Lovy Longomba Clifford Harris | The Messengers               | 3:40             |
| 5.               | "Fancy" (hợp tác với Charli XCX)     | Kelly Charlotte Aitchison Astasio Pebworth Shave Mckenzie                               | The Invisible Men The Arcade | 3:19             |
| 6.               | "New Bitch"                          | Kelly Shave Sims Pebworth Astasio Joey Dyer                                             | The Invisible Men Dyer       | 3:37             |
| 7.               | "Work"                               | Kelly Sims Markous Roberts Pebworth Astasio Shave                                       | 1st Down The Invisible Men   | 3:43             |
| 8.               | "Impossible Is Nothing"              | Kelly Mills Mckenzie Dyer Astasio Shave Pebworth Gabriel Yared                          | The Invisible Men The Arcade | 3:10             |
| 9.               | "Goddess"                            | Kelly Shave Pebworth Astasio Turner Mills Frank Farian                                  | The Invisible Men The Arcade | 3:10             |
| 10.              | "Black Widow" (hợp tác với Rita Ora) | Kelly Tor Erik Hermansen Mikkel Storleer Eriksen Benjamin Levin Katy Perry Sarah Hudson | Stargate                     | 3:29             |
| 11.              | "Lady Patra" (hợp tác với Mavado)    | Kelly Mavado Shave Turner Pebworth Astasio Mckenzie Rock City Daler Mehndi              | The Invisible Men The Arcade | 3:56             |
| 12.              | "Fuck Love"                          | Kelly Turner Mills Rock City Shave Pebworth Astasio                                     | The Invisible Men The Arcade | 2:39             |

| Phiên bản cao cấp | Phiên bản cao cấp | Phiên bản cao cấp                                                                       | Phiên bản cao cấp               | Phiên bản cao cấp |
| STT               | Nhan đề           | Sáng tác                                                                                | Sản xuất                        | Thời lượng        |
| ----------------- | ----------------- | --------------------------------------------------------------------------------------- | ------------------------------- | ----------------- |
| 13.               | "Bounce"          | Kelly Mark Orabiyi Oladayo Olatunji Sims Mark Hadfield Mike Di Scala Jochem George Paap | Reeva & Black                   | 2:47              |
| 14.               | "Rolex"           | Kelly Astasio Pebworth Shave Mckenzie                                                   | The Invisible Men The Arcade    | 3:23              |
| 15.               | "Just Askin'"     | Kelly Shave Sims Pebworth Astasio Ryan Woodcock Roberts                                 | The Invisible Men WoodysProduce | 2:58              |

| Phiên bản cao cấp tại Best Buy | Phiên bản cao cấp tại Best Buy               | Phiên bản cao cấp tại Best Buy                     | Phiên bản cao cấp tại Best Buy              | Phiên bản cao cấp tại Best Buy |
| STT                            | Nhan đề                                      | Sáng tác                                           | Sản xuất                                    | Thời lượng                     |
| ------------------------------ | -------------------------------------------- | -------------------------------------------------- | ------------------------------------------- | ------------------------------ |
| 16.                            | "Fancy" (GTA Remix) (hợp tác với Charli XCX) | Kelly Aitchison Astasio Pebworth Shave Mckenzie    | The Invisible Men The Arcade GTA (phối lại) | 4:12                           |
| 17.                            | "Bounce" (Jester Remix)                      | Kelly Orabiyi Olatunji Sims Hadfield Di Scala Paap | Reeva & Black Jester (phối lại)             | 2:40                           |

## Xếp hạng
| Bảng xếp hạng (2014)                     | Vị trí cao nhất |
| ---------------------------------------- | --------------- |
| Album Úc (ARIA)                          | 2               |
| Album Bỉ (Ultratop Vlaanderen)           | 48              |
| Album Bỉ (Ultratop Wallonie)             | 65              |
| Album Canada (Billboard)                 | 2               |
| Album Đan Mạch (Hitlisten)               | 29              |
| Album Hà Lan (Album Top 100)             | 58              |
| Album Phần Lan (Suomen virallinen lista) | 24              |
| Album Pháp (SNEP)                        | 99              |
| Album Đức (Offizielle Top 100)           | 83              |
| Album Ireland (IRMA)                     | 13              |
| Album New Zealand (RMNZ)                 | 3               |
| Album Na Uy (VG-lista)                   | 6               |
| Album Scotland (OCC)                     | 6               |
| Album Thụy Điển (Sverigetopplistan)      | 12              |
| Album Anh Quốc (OCC)                     | 5               |
| Album Anh Quốc R&B (OCC)                 | 1               |
| Album Hoa Kỳ Billboard 200               | 3               |
| Album Hoa Kỳ Top R&B/Hip-Hop (Billboard) | 1               |
| Album Hoa Kỳ Top Rap (Billboard)         | 1               |

| Bảng xếp hạng (2014)                      | Vị trí |
| ----------------------------------------- | ------ |
| Australia Albums (ARIA)                   | 43     |
| Canada Albums (Billboard)                 | 35     |
| Hoa Kỳ Billboard 200                      | 42     |
| Hoa Kỳ Top R&B/Hip-Hop Albums (Billboard) | 9      |
| Hoa Kỳ Top Rap Albums (Billboard)         | 3      |

## Chứng nhận
| Quốc gia                                                                           | Chứng nhận | Số đơn vị/doanh số chứng nhận |
| ---------------------------------------------------------------------------------- | ---------- | ----------------------------- |
| Úc (ARIA)                                                                          | Vàng       | 35.000^                       |
| Canada (Music Canada)                                                              | Vàng       | 40.000^                       |
| Colombia (ASINCOL)                                                                 | Bạch kim   | 20,000                        |
| Hoa Kỳ (RIAA)                                                                      | Vàng       | 500.000^                      |
| * Chứng nhận dựa theo doanh số tiêu thụ. ^ Chứng nhận dựa theo doanh số nhập hàng. |            |                               |